# Шульц, Лев Александрович
Лев Александрович Шульц (Léon, Lev, Leff Schultz; 6 ноября 1897, Ростов-на-Дону — 25 декабря 1970, Париж) — русский и французский художник, ювелир, изобретатель, философ и публицист.

## Биография
Родился в Ростове-на-Дону, во время путешествия родителей. Появился Лев на свет не один — у него был брат-близнец Александр. «Лев и Александр Александровы Шульц были рождены/крещены — 6/27 ноября 1897» — записано «в Метрической книге Софиевской православной церкви г. Нахичевани на Дону Екатеринославской епархии Ростовского на Дону округа».
Отец Александр Иванович Шульц (1870—1935) — пробирер, зоолог—дилетант, охотник, птицелов. Мать Екатерина Дмитриевна — дочь Д. А. Лачинова. Родной племянник Л. А. — физикохимик М. М. Шульц, внучатый племянник — художник Алексей Шульц. Единокровный брат Л. А. — скульптор Г. А. Шульц.

### Краткая хронология
- 1905 и 1906 — жил с матерью, братьями и сестрой Екатериной[3] в Европе, путешествовал по Франции, Германии, в Швейцарии (Монтрё) начал учиться в колледже, получал частные уроки по изобразительному искусству[4].
- 20 апреля 1915 — окончил Царскосельское реальное училище императора Николая II[5]. В том же году поступил на архитектурное отделение Академии Художеств.
- 1916 — женился (кто была первая жена — не установлено)[6]; призван в армию, поступил во Владимирское военное училище (ускоренные курсы прапорщиков[7]), из которого выпущен в феврале 1917 года. Находясь в армии, во время попытки захвата власти большевиками в июле 1917 года получил огнестрельное ранение в челюсть у Путиловского завода[8].
- 1918 — во время трёхмесячного отпуска, в январе снова приступил к занятиям в Академии Художеств[6]; летом бежал из Советской России на Украину, к отцу. В Бердичеве, где А. И. Шульц был губернским пробирером (к 1917 году — в чине статского советника), Лев около года преподавал рисунок в изостудии. На Украине он встретился с Фёдором Рожанковским. В своих набросках к воспоминаниям Л. Шульц пишет о событиях в Киеве: «Столбы, украшенные висельниками. Мы спасаемся только благодаря мужеству и хладнокровию отца».
- 1919 — перебрался в Крым, где находились с детьми (Екатериной Шульц, Ниной Лачиновой[9], Марией и Верой Тютчевыми) его мать и дядька, Николай Дмитриевич Лачинов, служивший в интендантском управлении Белой армии. Во время этого путешествия его чуть было не расстреляли красные, а когда он перешёл линию фронта — белые, но, в конце концов, он был принят картографом в штаб П. Н. Врангеля[4].
- 26 ноября 1920 — на одном из последних пароходов (углевоз Szeged) навсегда покинул Россию. Пароход прибыл в Дубровник (КСХС)[4][10].
- 1920—1922 — учился на философском факультете Люблянского университета (отделение искусствоведения), работал декоратором в Драматическом театре (Нови Сад). В Югославии умерла его первая жена.
- 1922 — уехал в Вену, где занимался мультипликацией, а затем, через Прагу и Берлин — в Париж.
- 1923—1927 — учился в академиях Гранд-Шомьер и Жюлиана.

## Творчество

### Югославия
О творчестве югославского периода сведения отсутствуют — исключая несколько фотографий и копий карандашных портретов, сохранившихся в архиве художника, позволяющих составить очень приблизительное представление о круге, с которым он работал (А. П. Сосновский, Д. Ю. Кобяков). Один из портретов, предположительно — поэта Дмитрия Кобякова (рисунок М. Христича, Далмация, 1922), даёт основание считать, что Лев Шульц имел с ним творческие контакты ещё в Сербии.

### Франция. 1923—1938

#### Первые годы. Инкрустации

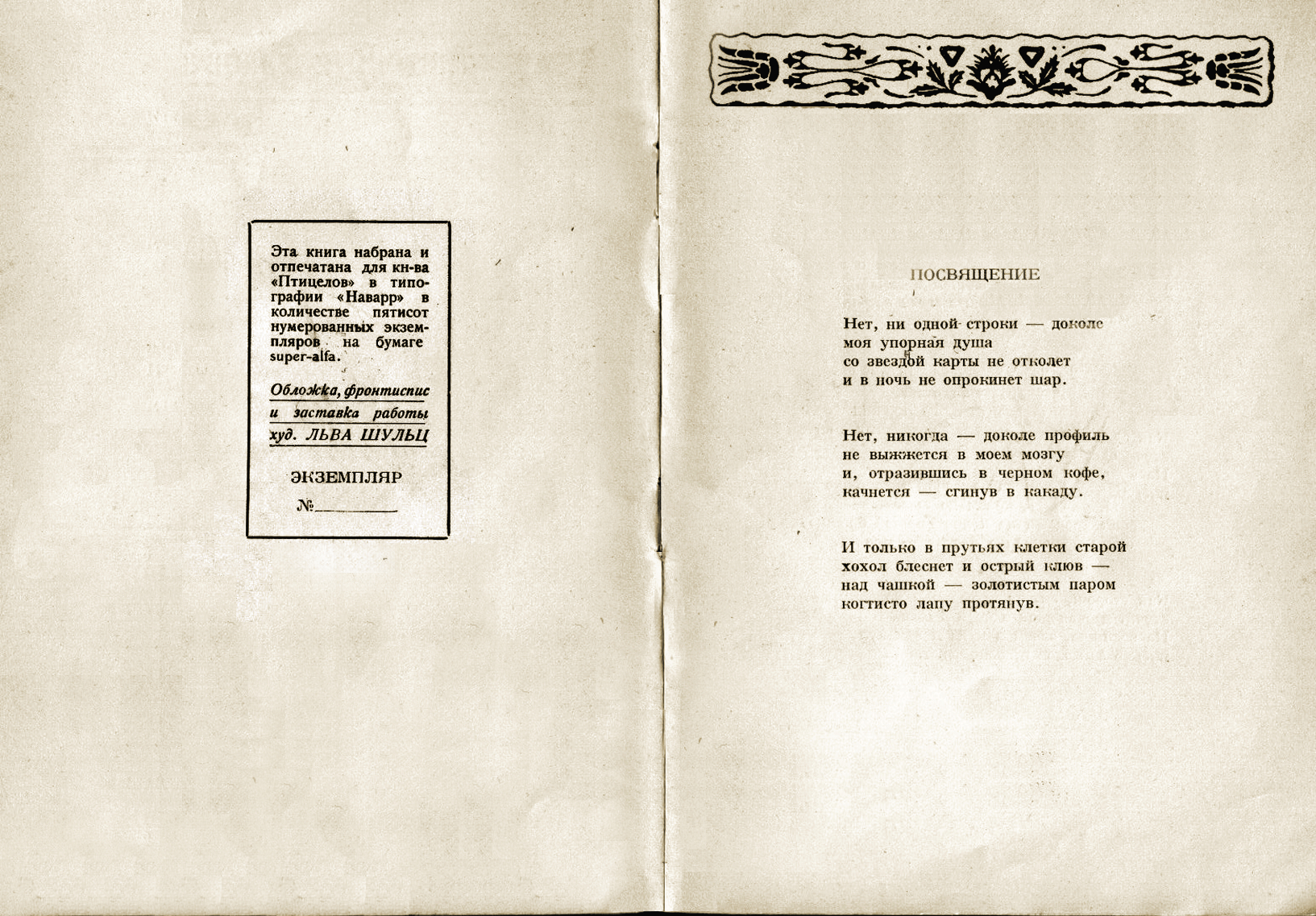
Заставка Льва Шульца в сборнике стихов Дмитрия Кобякова «Керамика». «Птицелов». Париж. 1925

Не получив помощи от тех, на кого возлагал надежды (Питоевы и Андрусовы), направляясь в Париж, первое время бедствовал. Родственник по материнской линии Н. С. Тютчев (известный революционер-народник), некоторое время живший во Франции, уже был в России.
В 1925 году Шульц проиллюстрировал (обложка, фронтиспис, заставки) сборник стихов Д. Кобякова «Керамика» (издательство «Птицелов») — рецензию дал В. В. Набоков («Руль», 1927). К этому же времени относится встреча с известным впоследствии художником Ф. С. Рожанковским, которого Шульц знал ещё по России.
Лев Шульц близко сходится с Сержем Фера (один из его нескольких псевдонимов, настоящее фамилия Сергея Николаевича — Ястребцов, из-за трудности произношения которой друзья-французы, с лёгкой руки П. Пикассо, называли его «Апостроф») и его кузиной баронессой Еленой д’Эттинген (фр.), давно жившими в Париже.. Перед Первой Мировой войной С. Фера оформил первый сюрреалистический спектакль «Груди Терезия» (фр. Les Mamelles de Tirésias), поставленный по антимальтузианской пьесе Г. Аполлинера. Преданный Серж стал санитаром, чтобы поддержать раненого поэта и ухаживать за ним, а годы спустя — установил стелу на его могиле на Пер-Лашез. В дальнейшем Лев — постоянный посетитель салона баронессы, которая была личностью незаурядной: она же — художник Анжибу (фр. Angiboult), — поэт Леонард Пие (фр. Leonard Pieux), — искусствовед, публикующийся под псевдонимом Рош Грей (фр. Roch Grey) (статьи о творчестве Анри Руссо, Винсента Ван Гога и др). Поддержку Льву Шульцу оказал Лео Зборовский, купивший несколько его работ.

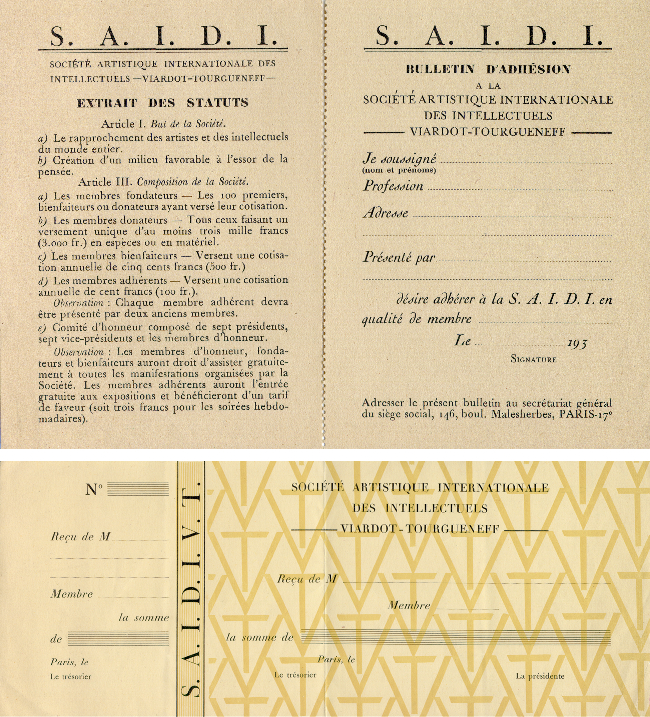
Устав и членский билет SAIDI (Международное художественное общество интеллектуалов — Виардо — Тургенев -). Проект билета авторства Льва Шульца. Париж. Конец 1920-х — начало 1930-х гг.

Имя Льва Шульца — в числе основателей Международного художественно-артистического общества интеллектуалов Виардо—Тургенев (фр. Société Artistique Internationale des Intellaectuels — Viardot—Turgeneff), надо полагать — эфемерной организации. О деятельности её сведения в русскоязычных источниках того времени практически отсутствуют. Имеются типографские экземпляры устава и членского билета общества, сделанного по эскизу Л. А. Шульца. Известно из французских публикаций, что в общество, помимо С. Фера, Е. д’Эттинген, Алисы Виардо, Ж. д’Эспарбеза, входили и другие представители французской культурной среды, можно предположить — кто-то ещё из русских эмигрантов, но этим информация о нём исчерпывается.
Произведения из собрания Е. д’Эттинген дали толчок к началу занятий Льва Шульца инкрустациями — прикладным искусством, в котором блестяще проявились, сочетаясь, его способности художника, изобретателя, химика — технику ему пришлось разрабатывать почти «с нуля». Эти работы не стали помехой его интересам в других формах самовыражения. Напротив — в творческом процессе порой можно наблюдать взаимовлияние его станковых графических, живописных работ и этих прикладных произведений, а порой — наоборот, раскованные, почти брутальные формы его картин, словно говорят о том, что он в них отдыхает от напряжения трудоёмких инкрустаций. Но ювелирное искусство будет кормить его всю жизнь. Осмысление индивидуальных особенностей этих ювелирных произведений показывает — автор, стремясь «как можно быстрей пройти эту чисто декоративную прикладную стадию» (как в одном интервью говорит он о своём творческом методе), старается постичь такие закономерности, которые, словно интенция суфийского байта, ведут его дальше, и позволяют руководствоваться духом, а не буквой, что и является, в сущности — стяжанием его; в полной мере справедливым это представляется именно в отношении рассматриваемой части его изобразительного творчества — следует подчеркнуть важность сего, памятуя изрядную долю скепсиса в мировоззрения художника.

#### Театр

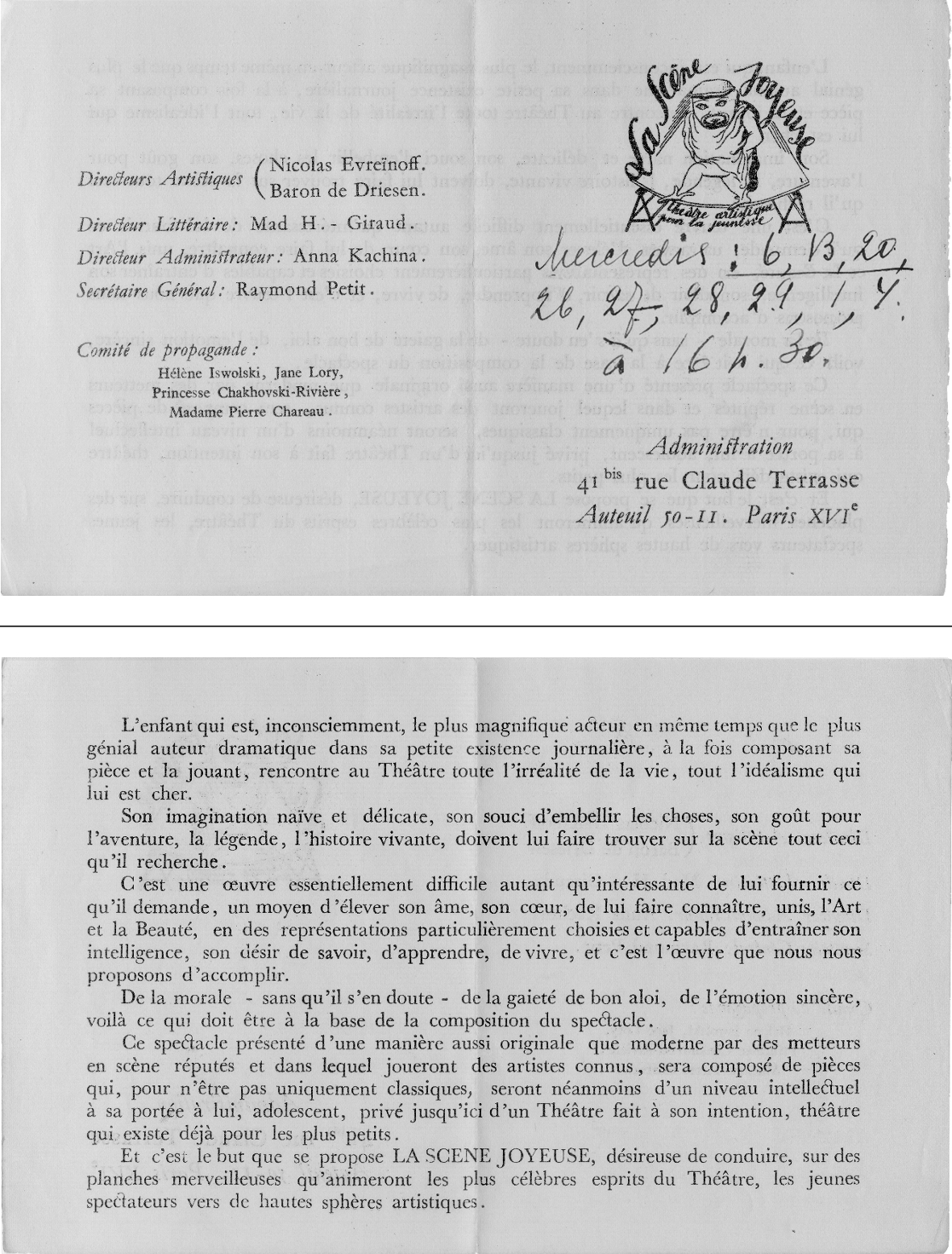
Анонс театра-студии «Весёлая сцена» с заметками Льва Шульца. Марка — Луи Тушаг. Париж. 1933

Многое в раннем периоде парижской жизни Льва (как, впрочем, и югославской) определяла причастность его двоюродного дяди Владимира Лачинова к театральным кругам, свидетельством тому — несколько сохранившихся документов: 1). визитная карточка Н. Н. Евреинова с рекомендацией Жана, приёмного сына от второго брака Л. А. Шульца, княгине Н. И. Шервашидзе (в девичестве Бутковской); с этими театральными деятелями В. П. Лачинов был хорошо знаком  (в середине 1910-х годов в издательстве Н. И. Бутковской вышло несколько книг с его переводами и статьями: «Нагота на сцене», Городон Крэг и др.; знакомы они были и непосредственно по театральной жизни); 2). программа-анонс одного кратковременного театрального предприятия, руководили которым Н. Н. Евреинов и барон Н. В. Дризен (кстати, чуть ли ни единственное свидетельство их примирения после разрыва в пору «Старинного театра»). О юношеском театре-студии «Весёлая сцена» (фр. La Scène Joyeuse) пишет Анна Кашина-Евреинова: «Весной (1933) мне пришла идея устроить в сотрудничестве с одной французской журналисткой, пишущей для детей, театр для юношества. В Париже совсем не существовало такого театра. Я собрала кое-кого из друзей журналистов, актёров и писателей. Все охотно откликнулись, чтобы помочь нам. Дело закипело. Так родился театр La Scène Joyeuse»
Это была чрезвычайно интенсивная и богатая своими разнообразными творческими дерзновениями пора в его жизни. Немногим раньше, в 1930 году, он совершил своё первое путешествие в Северную Африку, прошёл пешком 900 километров от Алжира до Тлемсена вдоль побережья, и от Алжира до Константины чрез Кабилы. В этот период — много пишет и рисует. После возвращения в Алжир — примыкает к Обществу алжирских художников ориенталистов. Много выставляется. Вернувшись в Париж в 1931 году принимает участие в оформлении павильонов Всемирной выставки, оформляет несколько ночных кабаре на Монмартре и создаёт украшения Haute couture. В это время он начинает работу над трактатом, в котором излагает своё представление о мироздании; в эссе этом выражен его взгляд на понимание таких феноменов, как энергия, пространство, дана концепция времени, обладающая определённым сходством с некоторыми имеющими место субстанциональными теориями

#### «Эссе о всеобщем разуме»

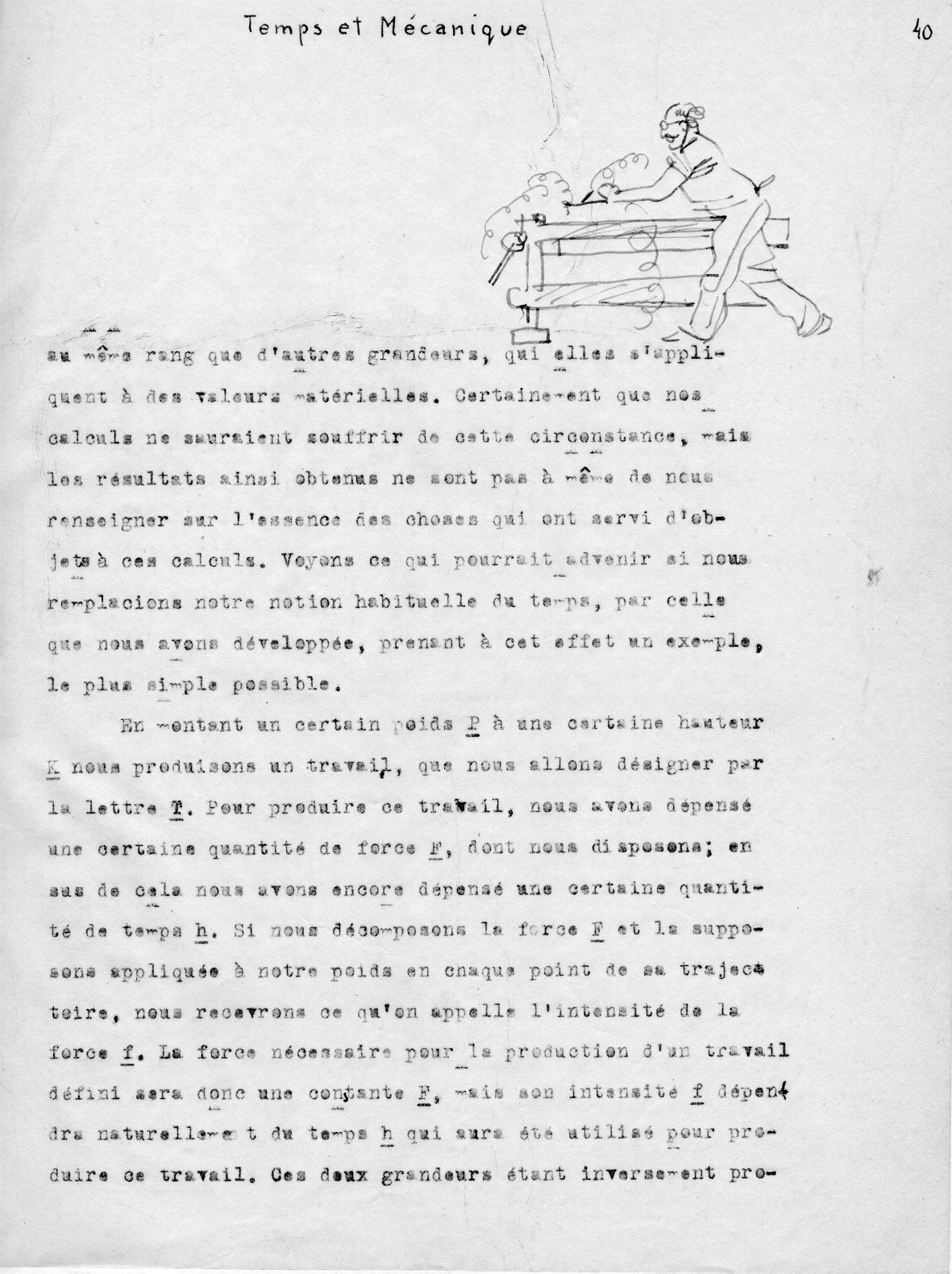
Страница 40 из «Эссе о всеобщем разуме» Льва Шульца. Рисунок Фёдора Рожанковского. Париж. 1934

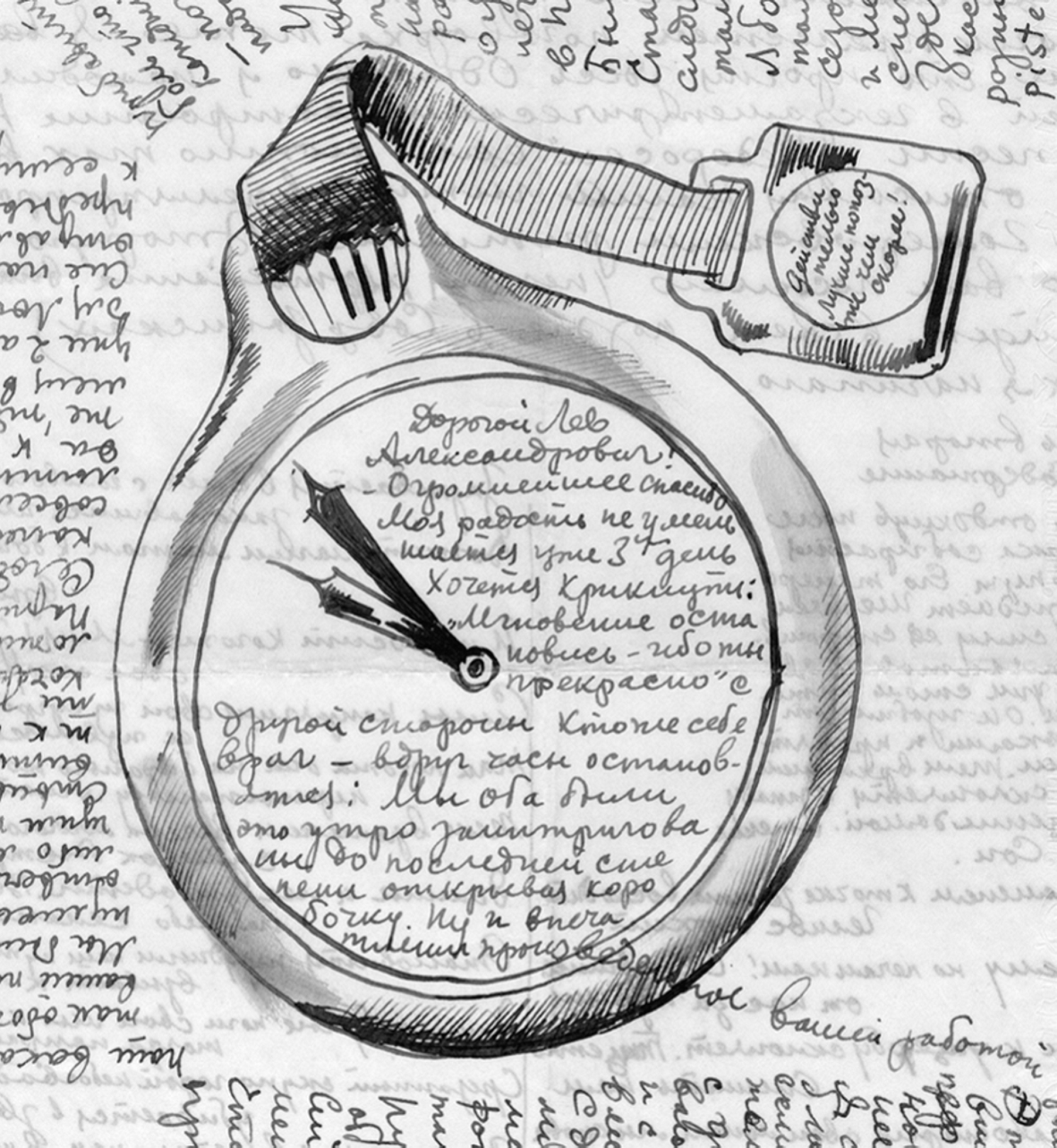
Фрагмент письма Ф. Рожанковского Л. Шульцу, с благодарностью последнему за созданные им часы. Шамони. Швейцария. 1936

Поскольку «Эссе о всеобщем разуме (сознании)» (фр. Essai sur la conscience universelle), сохранившееся только в «самиздатовском» варианте (машинописный текст на французском языке, сопровождаемый большим числом рисунков на полях), требует квалифицированной экспертизы (эссе это ещё только частично переведено на русский язык), информация о нём может носить преимущественно общеописательный характер. Тем не менее, эта рукопись обладает рядом свойств, которые заслуживают того, чтобы о них было сказано. Во-первых, с произведением этим ознакомился один из тех, чья деятельность предопределила во многом развитие современной науки, во-вторых, хоть его оценка и носит строго критический характер, следует помнить, что сам он придерживался взглядов, которые подразумевают позитивное отношение и к весьма смелым «скачкам ума».
Один тот факт, что дилетант в точных науках смог на значительное время привлечь внимание выдающегося специалиста в тех областях, которые стали предметом рассмотрения этого трактата (что известно из писем Л. де Бройля к Л. А. Шульцу), говорит о присущности данному произведению ряда качеств, требующих достаточно вдумчивого, взвешенного подхода, по крайней мере — в плоскости пусть и метафизической его составляющей (что подчёркивает и французский физик), но философски правомочной (по крайней мере — как ещё один опыт построения «философии всеединства»). О сложности «примирения» этих аспектов во всё более затруднительном для постижения научном исследовании вообще, есть весьма интересные размышления В. Гейзенберга.
Труд этот состоит из следующих разделов:
- Время — Время и Пространство; Время и жизнь; Время и математика; Время и движение; Время и механика; Время и жизнь.
- Материя;
- Энергия: Теплота; Свет; Свет и Теплота; Электричество; Электричество, Теплота и Свет; Электрические волны; Трубки Крукса[англ.]; Холодный свет; Радиоактивность. Завершают его две большие главы: Творение и Всеобщность.

Отдельных слов заслуживают иллюстрации эссе, автор которых, блестящий рисовальщик Ф. С. Рожанковский, наделил свои скетчи остроумием и элегантностью — что его произведениям всегда было свойственно, и это — как нельзя лучше уравновешивает своей лёгкостью весьма сложный для восприятия текст, впрочем, также обладающий, несмотря на то, качествами живости и доходчивости изложения, чему, собственно, автор труда и старался подчинить его стиль.

#### «Вселенная детей»

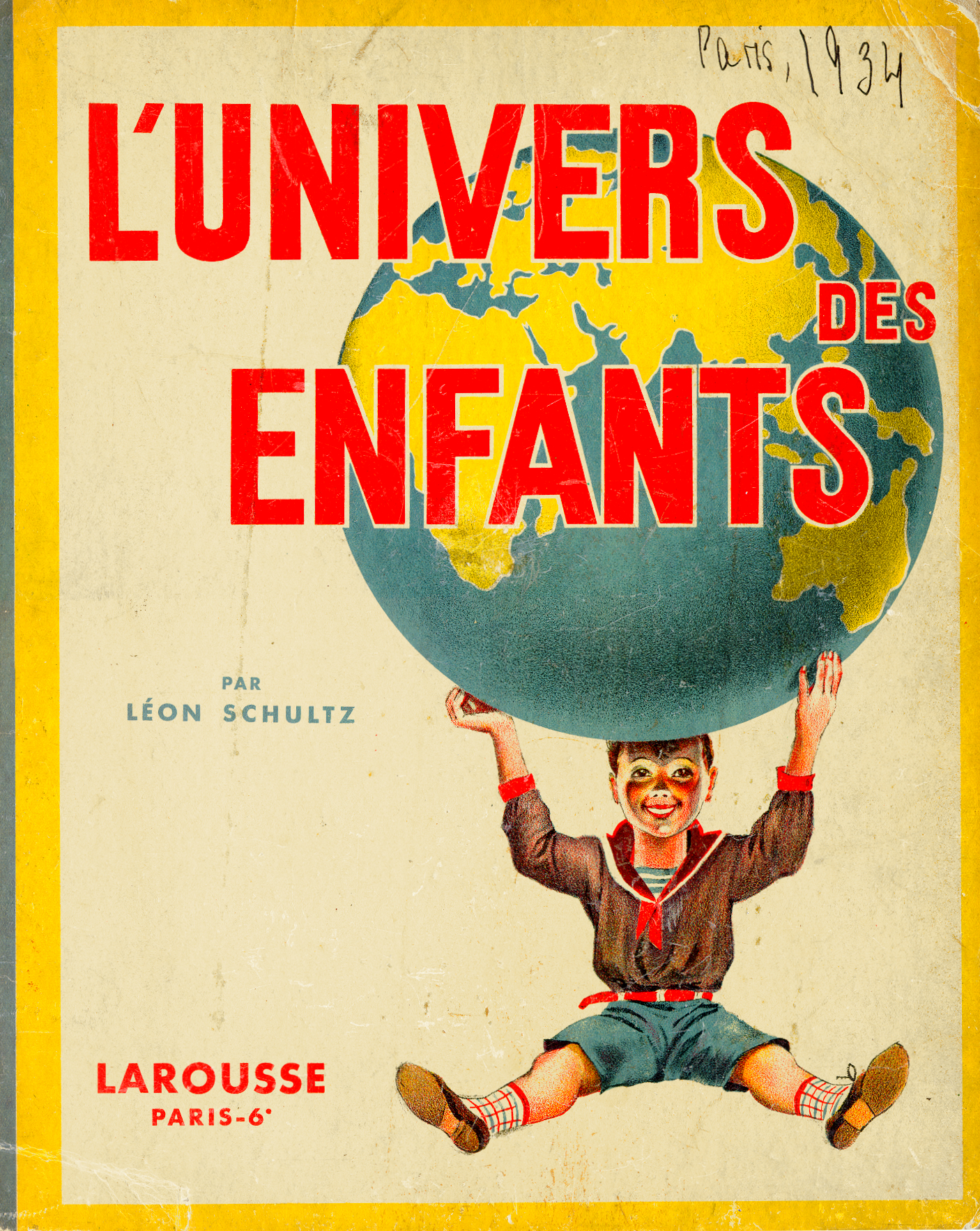
Лев Шульц. «Вселенная детей». Larousse. Париж. 1934. — Книга-игра. Иллюстрации автора.

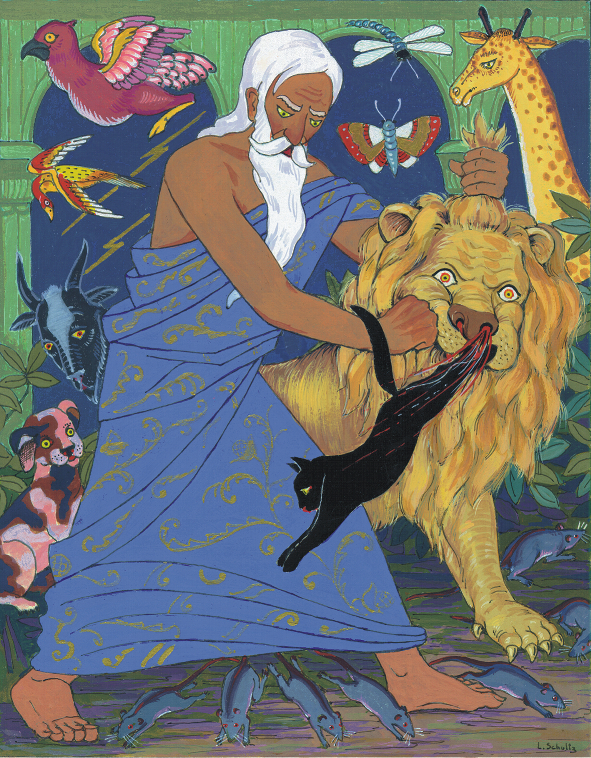
Лев Шульц. Иллюстрация к книге «Как кошка пришла в этот мир» его же авторства. Париж. 1960-е

К середине 1930—х же годов относится и творческий опыт Льва Шульца, принадлежность имеющий к искусству иллюстрации, дизайну, изобретательству, педагогико—дидактическому литературному творчеству одновременно — именно такими жанровыми параметрами можно охарактеризовать учебную книгу—игру его авторства «Вселенная детей» (фр. L'Univers des Enfants), выпущенную им в 1934 году в издательстве «Larousse».
С таким же успехом эту книгу большого формата, построенную как путешествие или представление, можно назвать книгой—театром, с которой, даже праздно листающий её, словно манипулируя подвижной декорацией, может ощутить себя и актёром и зрителем — всё зависит от фантазии, знаний или способности вовлекаться в познавательный процесс — по сути, в этом и заключается основная задача: помочь даже пассивному ребёнку, по мере развития воображения, научиться увлекаться исследованием, ощутить притягательность постижения: сначала — Франция, затем — кругосветное, по всем странам и материкам, следующая страница знакомит с национальностями Европы, потом — самые большие реки мира, в разворот — карта часовых поясов, меняющиеся маленькие картинки, позволяющие познакомиться с жизнью на всех материках в одно и то же время. Далее следует страница под названием «Самые высокие горы». С помощью движущихся картинок на маленьких экранах можно наблюдать всё изобилие щедрот природы, животных, обитающих в разных частях планеты. Последнее путешествие — космическое: солнечная система, Млечный Путь, некоторые созвездия, их расположение относительно друг друга. В первой главе книги, «Провинции Франции», карта, выполненная художником, позволяет увидеть деление страны на исторические области. Вращая диск, помещённый под страницей, можно проследить от провинции к провинции, на маленьких прорезных экранах, в виде доходчивых, радующих глаз образов: народные костюмы, труд на земле, промышленность, памятники культуры, блюда местной кухни.
Картинки сделаны с такой тщательностью и изяществом, что разглядывать их можно бесконечно. Ребёнок, рассматривая карту, сам меняет положение диска, то есть он становится руководителем экспедиции или режиссёром, а не бездеятельным наблюдателем.
Нетрудно заметить, что большинство познавательных компьютерных игр построено по аналогичному принципу. Но дело не в приоритете самой идеи, определённое преимущество «Вселенной детей» — способность вернуть ребёнка к такому бесспорному атрибуту Культуры, как Книга.
Впоследствии Лев Шульц неоднократно будет возвращаться к перечисленным жанрам. Он будет придумывать игры, заниматься изобретательством, сочинять детские книжки—притчи, но эта — единственный пример такого синтеза в его творчестве.

### Марокко

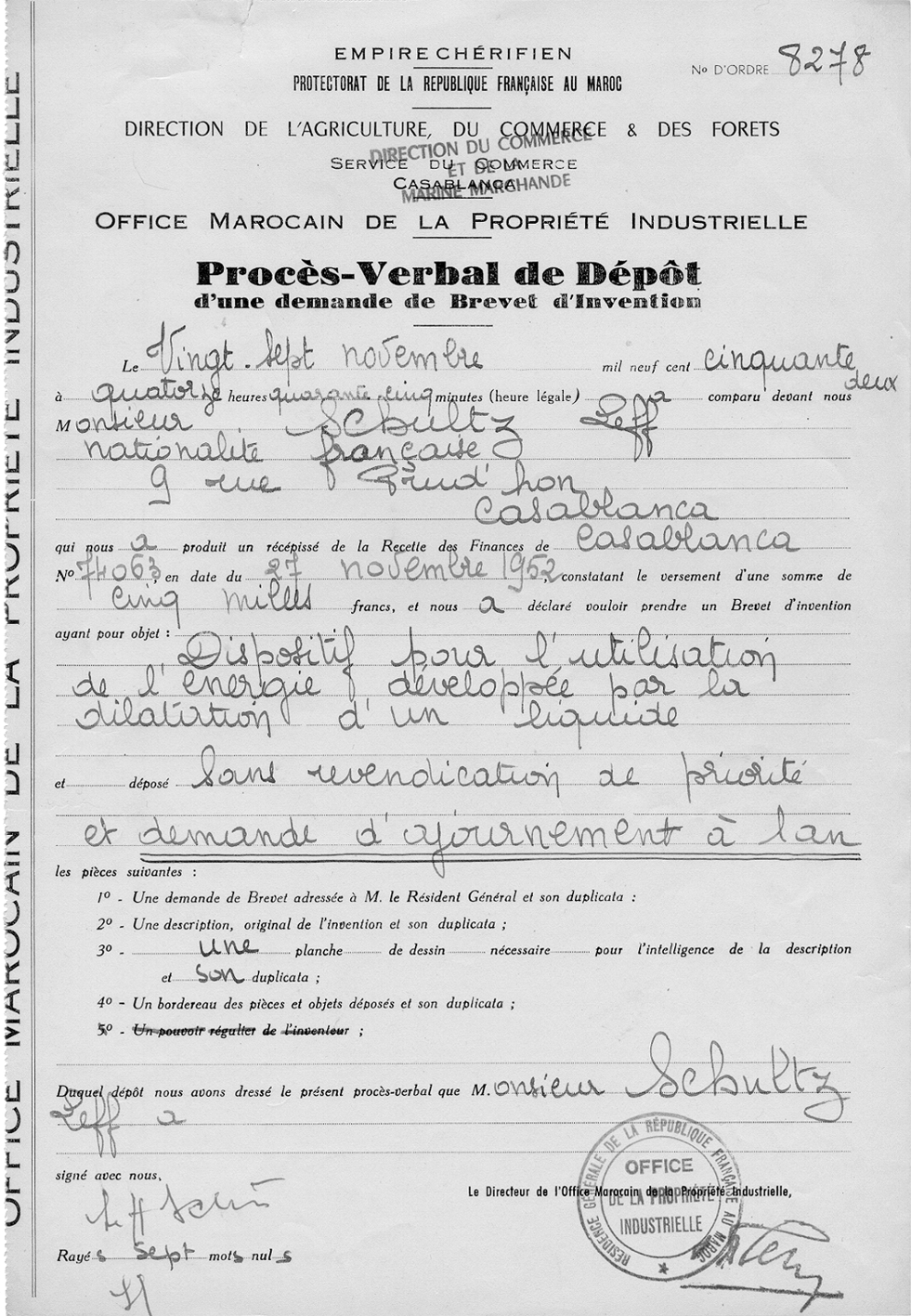
Патент Льва Шульца: «Устройство для утилизации энергии, развивающейся в результате расширения жидкости». Марокканское бюро патентов. Касабланка. 28 ноября 1952.

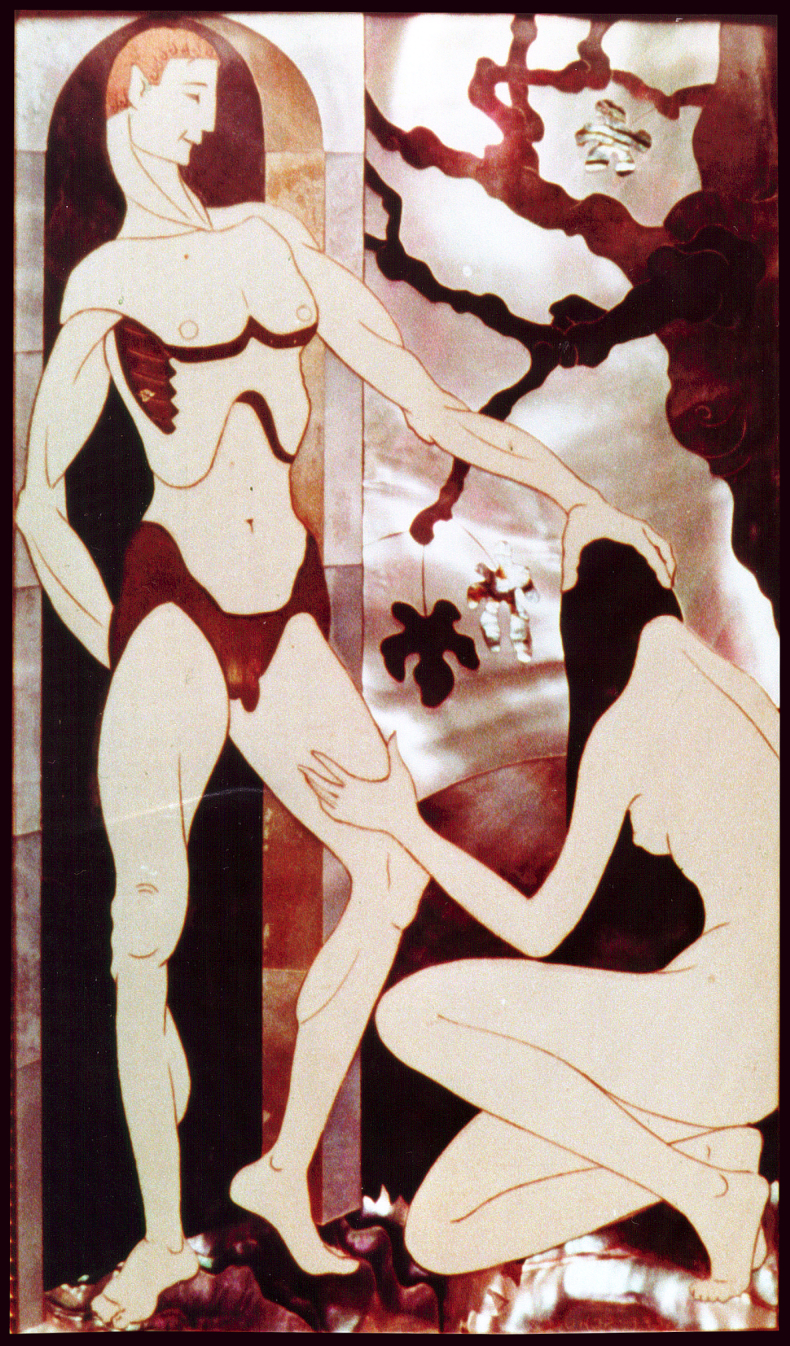
Лев Шульц. «Мужское превосходство». Инкрустация. 1953

В конце 1938 года художник снова едет в Африку. Разразившаяся в следующем году война более чем на десятилетие оторвёт его от второй родины. Но даже весьма фрагментарное представление о его жизни этого периода даёт понять, что он не переставал творить. Журнальные статьи, посвящённые ему, несколько интервью, да ряд документов, говорят о том, что в это время, помимо инкрустаций (как уже было отмечено — его постоянного занятия), живописи и графики, он значительную часть времени отдавал публицистике. К сожалению, вновь приходится констатировать, что и эта сторона его деятельности практически не изучена. О литературных опытах Льва Шульца говорит только сохранившийся обстоятельный план воспоминаний, посвящённых периоду его жизни до эмиграции. Сохранился также протокол его марокканского патента.
Инкрустациям посвящено несколько заметок, по которым в основном и можно получить представление об африканском периоде художника. Миниатюры, сделанные с душой, ещё раз убедительно подтверждают, вобрав, словно квинтэссенция, универсальность дарования их создателя, выразившуюся в созвучии поэтичности, изобразительного и прикладного научно-технического творчества. Изучение материалов и поиск технологии, осмысление стиля и композиций, разработка клеящих масс — следует помнить, что учиться приходилось, разве что у старых мастеров, магов одухотворения красоты — это ли ни путь проникновенного последователя?
«— О чём Вы не сказали, так это о невероятной лёгкости пальцев, которые выполняют все эти операции — одна деликатнее другой, и сколько они требуют терпения и кропотливости.
— Безусловно. Более того, они изводятся иногда из-за жёсткости используемого материала в случае отсутствия красного и голубого (лазурит слишком хрупок для этого). Такое напряжение!
— Вот как! Поль Валери сомневался в превосходстве произведения искусства, созданного с напряжением!
— Да, но он не работал с твёрдыми материалами, с металлом. Для него это оставалось не более, как только одной игрой комбинаций и контрастов материй, расположение которых позволяет достигать большого разнообразия выразительности. В этой области возможен даже портрет, также как, конечно, инкрустация — это один из элементов роскоши в медальонах, запонках, циферблатах часов, портсигарах, брошах, клипсах, туалетных шкатулках, и ещё в тысяче и одной мелочи столь дорогих сердцу женщины, для которой я особенно счастлив максимально использовать золото, серебро, слоновую кость или перламутр, восхищающих меня своей вычурностью.
— Жаль, что Вы не думаете о воплощении подобного лиризма кистью!
— Нет, поскольку в качестве воплощения живопись меня больше не интересует, хотя в то же время я всегда испытываю самое живое восхищение такими мастерами, как Сезанн, Ван Гог, Пикассо или Брак, „патрон“, как окрестил его Жан Полан. В более широком смысле я люблю Жизнь, Любовь, Природу, Солнце, путешествия, литературу, короче, всё, что вдохновляет. Вы видите, что мой энтузиазм — это чуть-чуть пантеизма, который и питает…
Когда эти бесподобные маленькие картины участвуют в выставках, зал, в котором они представлены, словно расцвечивается всеми цветами радуги, В памяти всплывает итальянский ренессанс или восточные страны, и мы созерцаем животных, цветы или людей — всё это маленькие чудеса гармонии, переливающиеся разными цветами на наших глазах. Что касается меня, то я особенно наслаждаюсь такими композициями как „Грусть“, которые заставляют вспомнить неоклассическую манеру Пюви де Шавана, „Революция“, где изображена несущаяся лошадь, и более всего „Мужское превосходство“, тема и линии которой показательны в своей простоте. Несомненно, наконец, и то, что в тонких душах искусство Льва Шульца встречает заслуженный успех…».
Конечно, Восток явился в жизни Льва и с лёгкой руки Клода Фаррера, с которым он был знаком, и которого иллюстрировал (обложка «Дома вечно живых» атрибутируется без труда, даже если бы мы не знали о его авторстве — это легкоузнаваемая манера Льва Шульца). Клод Фаррер — фантаст, романтик, одержимый влекущей терпкой экзотикой, опытом своей жизни получил настоящий рецепт от меланхолии европейского цивилизаторства. Это традиционное для французских художников «бегство», и не только французских, и не только художников — не обошло своей иррациональной неотвратимостью и русского эмигранта, и, может быть, всё-таки не случайно орнаменты архангельских рушников так похожи на узоры марокканских тканей? Некоторые дуализм и внешнее смирение Льва Шульца нашли должное оздоровляющее преломление и благодаря этому несколько затянувшемуся «визиту»… Хоть он и пишет в 1944 году Елене д’Эттинген о снедающей его ностальгии по Парижу, и о стремлении при первой возможности вернуться, определённо, пребывание в Касабланке уберегло его и от депрессии подозрения, культивировавшегося в отношении личностей его типа, его судьбы и круга общения, — сменившей, как известно, в послевоенной Франции быстротечную радость освобождения; ему, как никому, по горькой памяти юности был хорошо известен «праведный гнев» скорой на расправу толпы… Он пришёл «забытым», но его искусство-то было всегда с ним…
«Этот деликатный человек утончённого вкуса Лев Шульц вызывал у меня симпатию с того самого момента, как я оказался в окружении его работ.
Роскошной чернотой рисунков, расцвеченными брызгами яркого света, полотнами странными и гармоничными, он заставлял меня проникнуть в тайный мир своих творений и исканий.
Неутомимый исследователь, подвижник своего искусства, околдованный существами и предметами, преобразуя поочерёдно дерево, лес, горы, животных, мужчин, женщин, готовит их к странной жизни, наделяя резонансом неведомого в разные этапы своего творчества… — ничто не оставляло его безразличным.

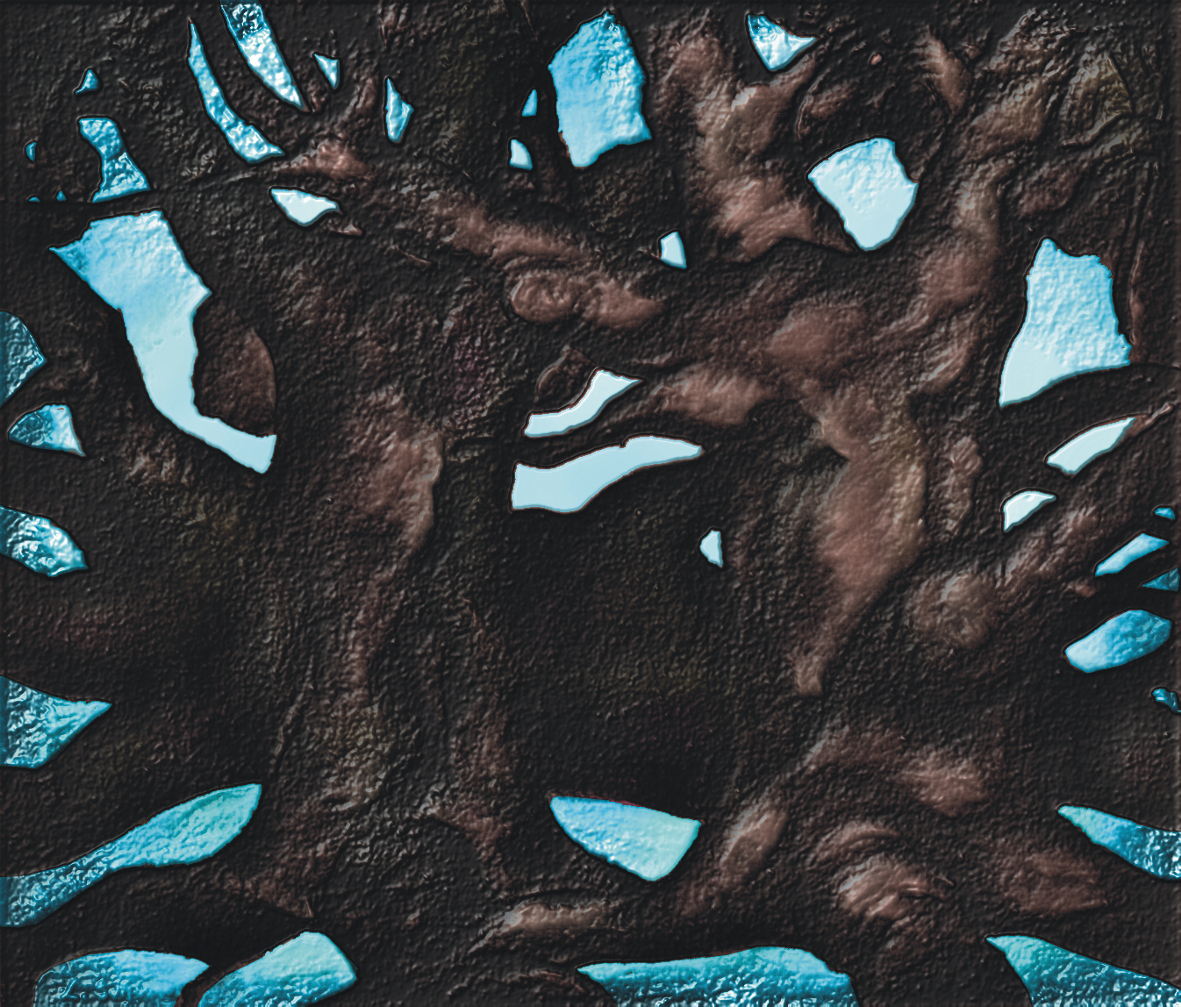
Лев Шульц. „Три дерева“. Масло. 1963

Пейзажи, созданные из неподвижных гор, вздымающихся над кажущимся мёртвым миром, но влекущим таинственной жизнью, или ещё момент: очарованный лес, дерево, порыв к небу или виток сквозь века, ритуалы, любовь — всё говорит. Человек также, в неутомимом гимне, воспевающем красоту любовного единения, совершенство тел в идеализированных формах…
Совершенство вкуса, композиции, постановки, богатство цвета усиливают первое впечатление. Чудесные инкрустированные панно, приводящие в восторг пейзажи, открывающие поэтический простор мечтаний, напоминающие об исчезнувших сказках, о таинственной любви принцев и грациозных восточных принцесс. Создавая всё это своими руками, Лев Шульц разрезает, соединяет, подгоняет друг к другу кусочки, составляя из них очень тонкую гравюру, чем подтверждает необычайное мастерство исполнения, столь точное, что даже паутинка не прошла бы между деталями».
Автор этого панегирика, предваряющего монографию, посвящённую творчеству Л. Шульца, Арман Накаш (Armand Nakache), живописец, график, керамист — большой ценитель его искусства, член-учредитель Популистского салона, Общества гравюры «Черта», почётный член Национального общества итальянских гравёров, начиная с 1953 года — президент Салона независимых. Стиль А. Накаша — «тонкая и умопомрачительно сложная манера рисунка, обогащённая пылающими красками в пронзительных тонах. Синтез этих двух составляющих в сочетании с символическими и отстранёнными сюжетами позволил ему сформировать самобытный жанр, определяемый им самим, как „фантастический экспрессионизм“. Участник Первой мировой войны, получивший тяжёлое ранение под Верденом, кавалер Орден Почётного легиона».

### Франция. 1952—1970

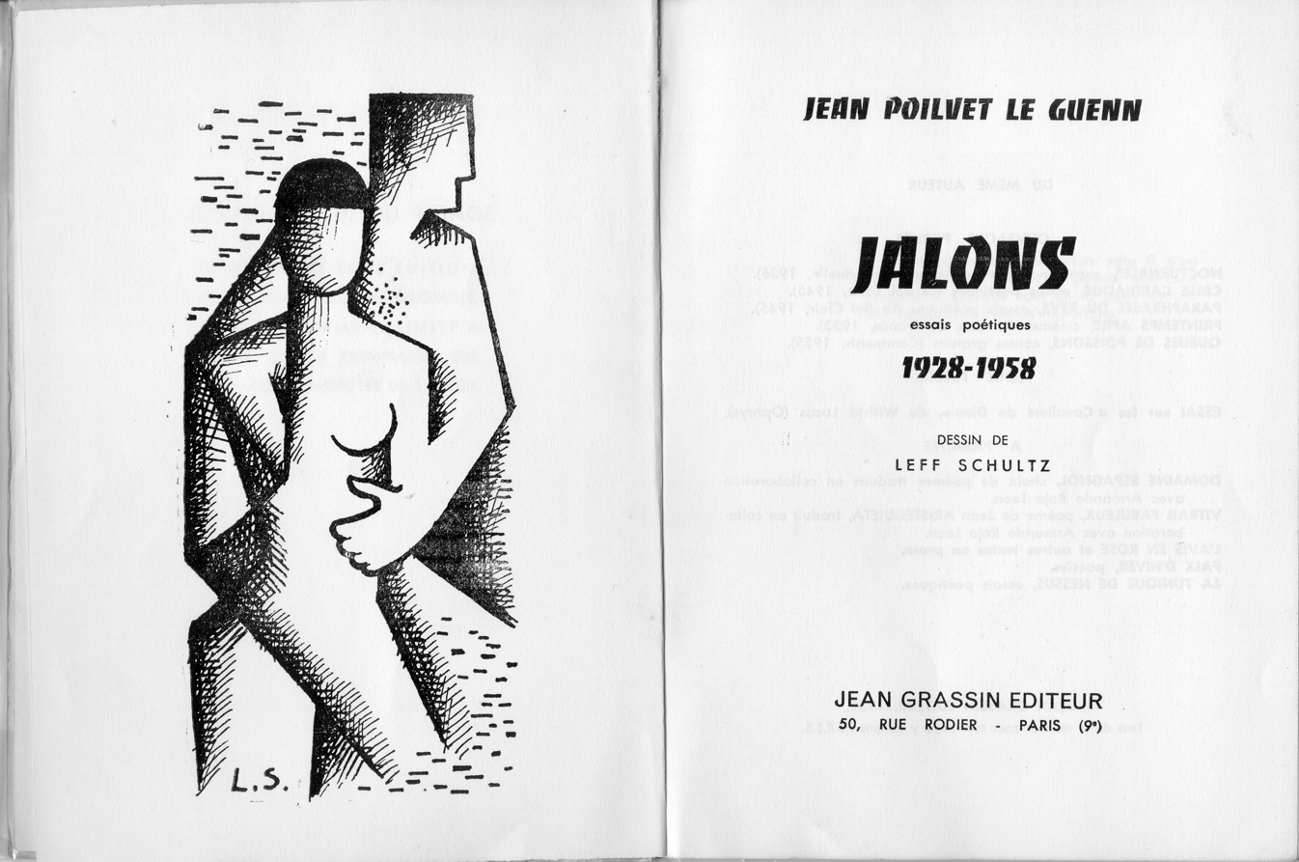
Титул сборника стихов Ж. Пуальвэ ле Гана «Вехи». Иллюстрации Льва Шульца. Jean Grassun Editeur. Paris. 1959

…Его мастерская в сердце Монмартра богемная и «разнообразная», как и он сам. Она состоит всего из одной большой комнаты с медным самоваром, кожаным диван-кроватью и иконой. Здесь большая теснота, однако, он словно символизирует всю Россию, поэтому инструменты на рабочем столе, в конце концов — не более, чем дополнение его самого. Я познакомился с ним в период… его невероятного путешествия по Африке. Скромный, он бормочет и тысячу раз извиняется за то, что не может предложить мне ничего, кроме стакана свежего молока, но меня интересуют только миниатюры.
Основа последовательно покрывается одним за другим материалами: золото, слоновая кость, перламутр или коралл, разрезанные для «маркетри» и безупречно соединённые в рисунок полный неожиданных нюансов… Итальянские мадонны, цветы… Но его искусство достигает вершин наибольшей выразительности в восточных темах. Инкрустируя роскошные переплёты сказок «Тысячи и одной ночи» у Матарассо—издателя, известного своей требовательностью, личности также очень интересной, и заслуживающей репортажа, что я и сделаю когда-нибудь,— Лев создаёт пьесу по персидским мотивам: пантеры, стилизованные цветы, юноши в тюрбанах — самые разнообразные формы из благородных материалов наполняют его произведение величием мастерства и красоты…

Лев улыбается словно счастливый ребёнок; его ясные лазурные глаза сияют…— Из статьи Генерального секретаря Французского Центра культурной информации Ж. Пуальвэ ле Гана.

#### Публицистика

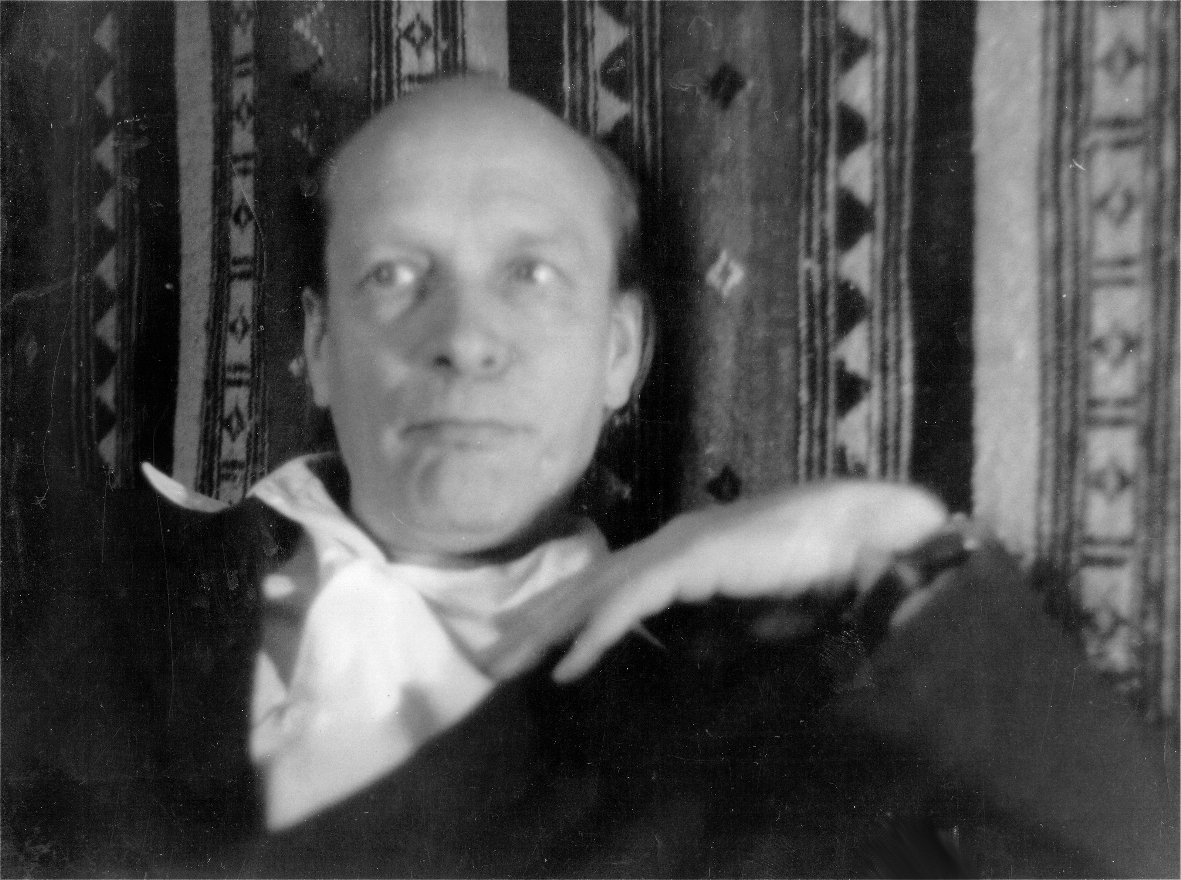
Лев Шульц. 1964

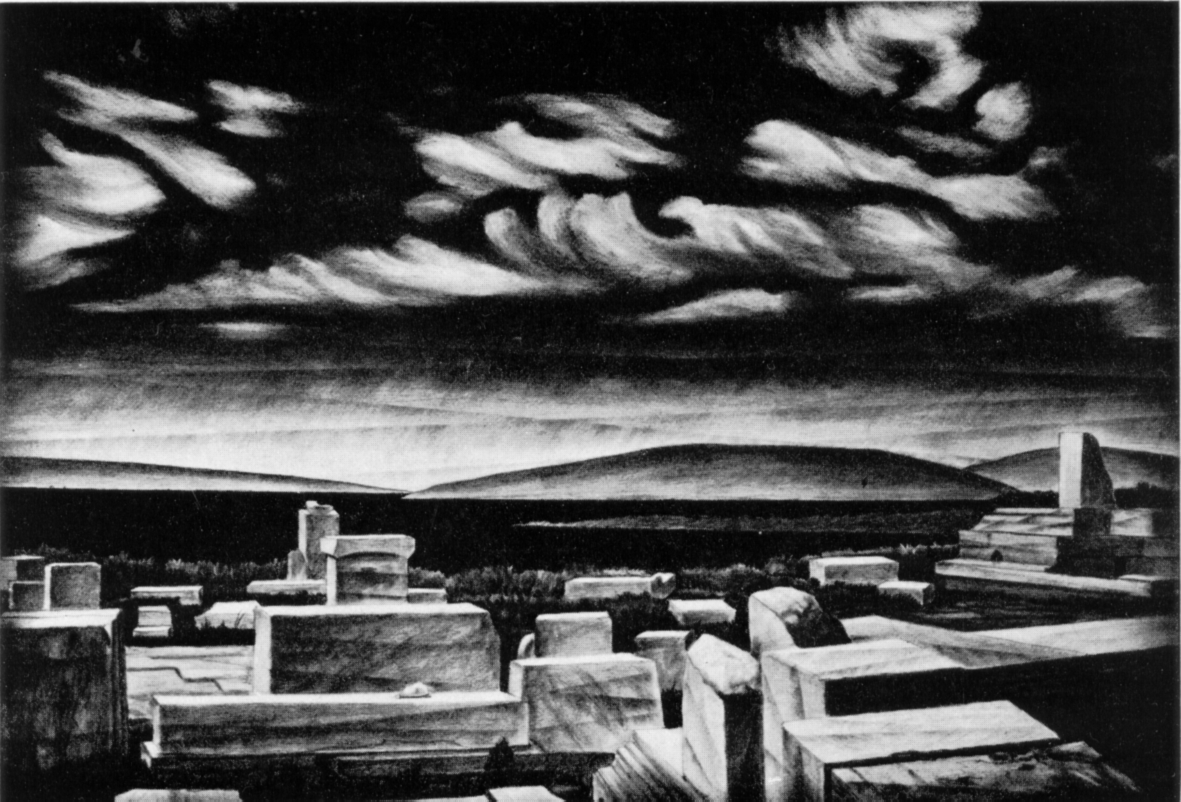
Лев Шульц. Делос. Уголь. 1964

И в 1960—е годы дух познания не покидает Льва, он не желает оставаться пассивным наблюдателем и в науке. Вот фрагмент его открытого письма Жану Ростану, известному биологу, специалисту в области изучения партеногенеза, писателю, сыну драматурга Эдмона Ростана и поэтессы Роземунды Жерар (фр.). В своём обращении к учёному Лев, в частности, размышляет о применимости по отношению к животным такого понятия как мораль… Его соображения сводятся к следующему:

Если бы до меня дошли слухи, что мои любезные «подзащитные» на пути постижения теоремы Пифагора, я бы более не интересовался ими. Мне кажется, что между людьми и животными существует не только количественная, но также и качественная разница, подобно тому, как существует разница между тканями зародыша и тканями дифференцированной принадлежности. Моментом этого разрыва считается появление слова у человека, а с ним и зарождения мысли. Для меня оба этих понятия неразделимы, второе — производное первого и не могло бы существовать без него.
Не все такого мнения. Недавно я спрашивал талантливую художницу Мариз Дорлей, всегда ли для неё мысль выражается словом; она ответила мне отрицательно, уточнив, что часто мыслит образами. Не позволяет ли это допустить, что животные тоже думают? Я хотел бы дать слову «мышление» совершенно чёткое отличие, связующее его с речью. (Ларусс: мышление — способность сравнивать, сопоставлять, согласовывать и изучать понятия).
Второй разрыв между животным миром и нами выявляется способностью к математическому анализу. Исходя из этого, человек стоит над природой, которая лишь довольствуется следованием незыблемым законам, определяющим физическое существование.

Почему большинство людей ищет различие между собой и животными в плане моральном или связанном с воображением, когда достоверно известно, что качественной разницы нет? Творческая способность мышления отделила нас от животных навсегда, это очевидно. Вы полностью правы в том, что всё происходит так, как если бы природа исчерпала свои возможности физической эволюции, может быть из-за климатических изменений, произошедших после возникновения жизни на земле, и посвятила бы себя единственно развитию рода человеческого в его восхождении к новым познаниям. Неважно, подчиняется ли эта эволюция предопределяющему порядку вещей или нет, она неоспоримо существует и я не вижу причин, чтобы жаловаться на отсутствие морального прогресса, навсегда связанного с нашим чисто животным состоянием. И почему бы ни порадоваться этому очевидному опережению в единственном направлении, дающем нам это познание…— Лев Шульц. Из «Открытого письма Жану Ростану»

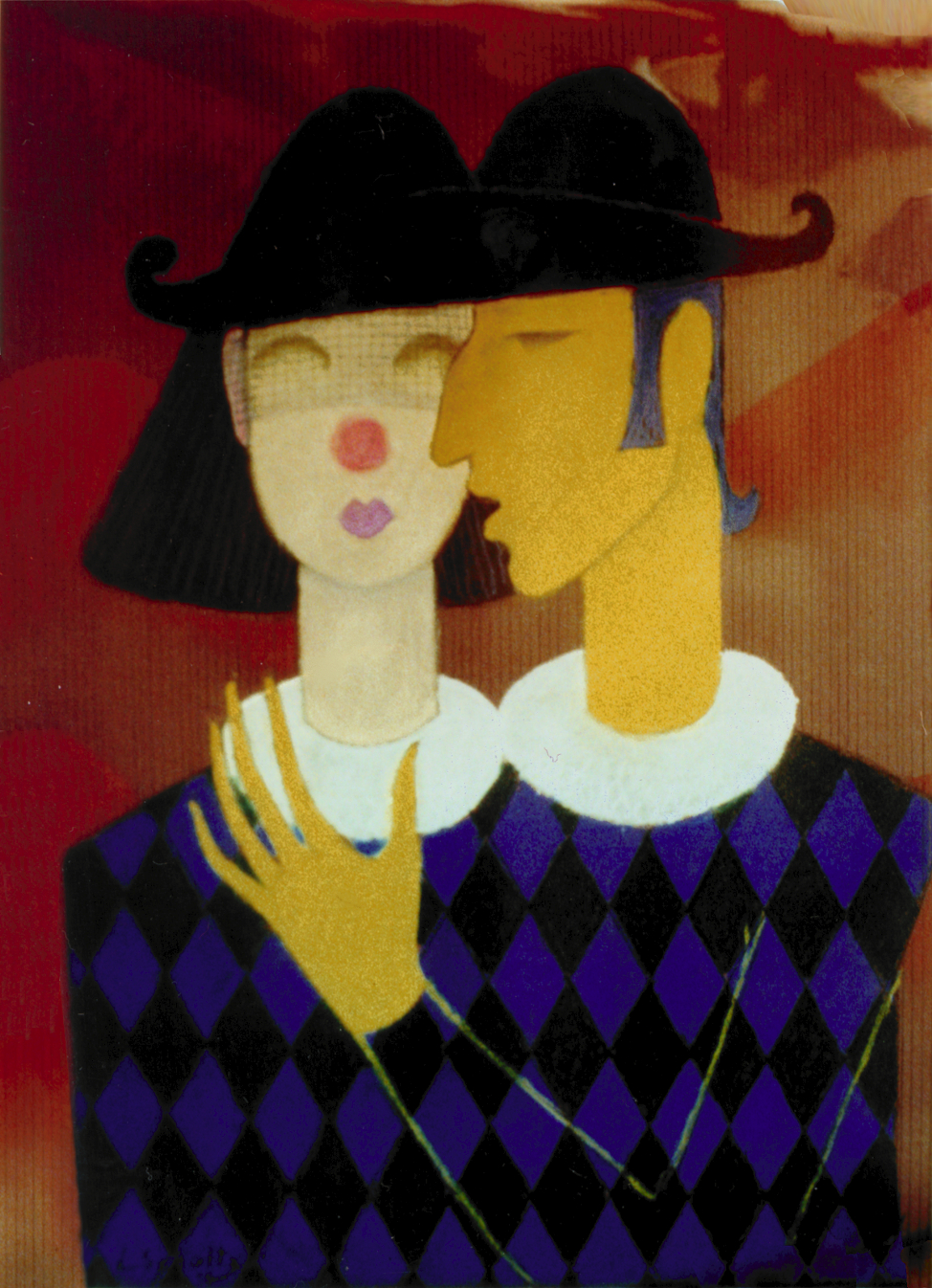
Лев Шульц. Актёры. Пастель. 1967

В другом своём открытом письме — к Симоне де Бовуар, с которой он был знаком ещё с конца 1920-х через Поля Низана, приятеля Ж.-П. Сартра, левого писателя-сюрреалиста, члена французской компартии; Лев снова — не просто делится впечатлениями от её романа «Сила возраста» (1960) — эта статья, помимо того, что она носит характер социально-сциентической утопии, имеет свойства футурологического исследования, не лишённого прозорливости.
"Мы имеем все основания думать, что каждая клетка, составляющая наше тело, например, имеет своё собственное сознание. Уже десять лет назад немецкие биологи пришли к подобному заключению. Каждая клетка сама по себе — есть существо довольно развитое, которое добросовестно выполняет свою роль в нашем организме. Добросовестно и осознанно, потому что она информирована о своей роли силой наследственности, что установлено.
Что касается человеческого общества, оно являет собой поразительную аналогию с нашим организмом: телекоммуникации и нервная система, нефтепроводы и система кровеносная. При этом мы представляем системы не только для нефти, которая распределяется посредством труб, но также и для вина, молока, угля, масла, газа и других продуктов. Вскоре земля совершенно рационально покроется этими распределительными трубопроводами для пищи и энергии, подобно тому, как наша кровь снабжает наши живые органы.
Очевидно, что это лишь примитивная параллель, так как невозможно ни с чем сопоставить клетку мыслящего человека. Клетка не может знать, что она принадлежит телу и также не знает какую роль она в нём выполняет. Но она просто обладает осознанием принадлежности к этому телу. Человек знает, что он принадлежит человеческой организации и является её звеном.
Органы чувств будущего человечества уже на месте, чтобы вступить в контакт со вселенной, которая его окружает. Гигантские радары являются его ушами, телескопы — глазами.
Человечество уже почти готово технически прийти к единению, но морально оно ещё очень далеко от этой цели.

#### Единомышленники

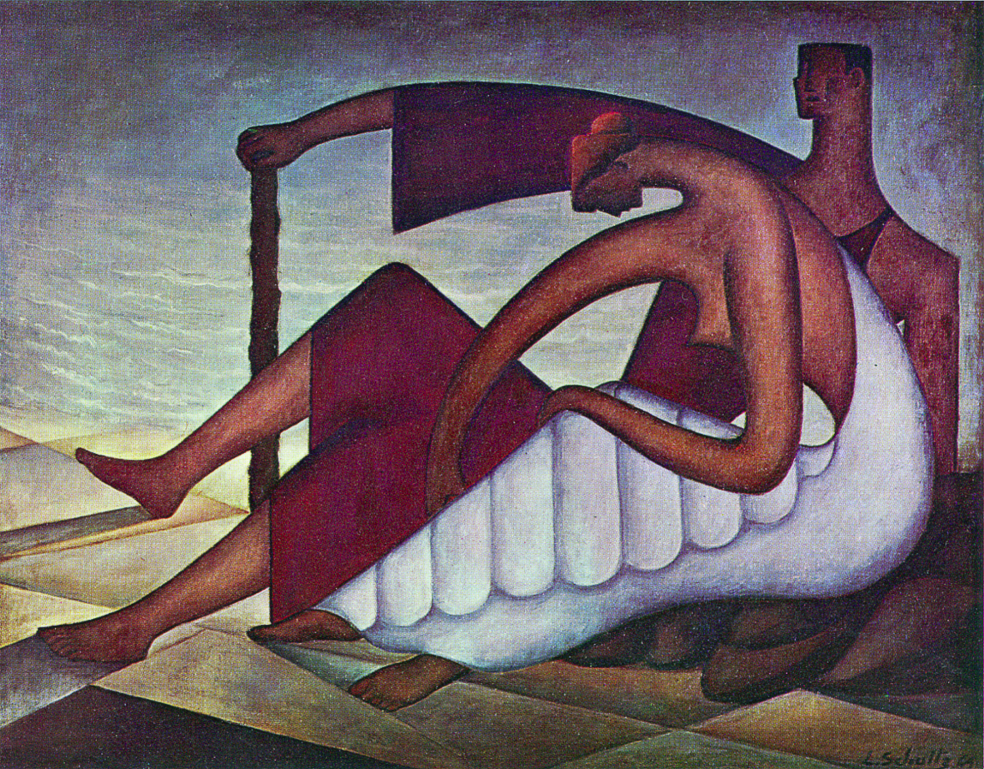
Лев Шульц. Пляж. Масло. 1964

Платформу для такого рода публикаций на страницах редактируемых им периодических изданий (Rythmes et Couleurs, Sciences Nouvelles), предоставлял Льву Шульцу один из ближайших его друзей и единомышленников, человек также незаурядный, Франсуа Эртель (фр.), чьё настоящее имя — Родольф Дюбэ (фр. Rodolphe Dubé), бывший католический священник, после Второй мировой войны сложивший с себя сан, поэт, философ—агностик, эссеист, исследователь истории Квебека, действительный член Академии французской Канады, один из виднейших представителей канадской культуры XX века. Вот слова его самого о Льве:
«Из всех моих друзей: художников, скульпторов, танцовщиков, писателей и артистов всех жанров, он был тем, кто оставался наиболее близким к моим собственным интересам.
Совершенный художник, поглощённый своим искусством, он никогда не прекращал творить. Его качества живописца, также как и пластическая целостность превратили его в художника высокого класса. Увы! Он также был скромным, неспособным заставить ценить своё искусство, так как всегда отказывался выступать в качестве торговца, он прошёл незамеченным перед пустыми взглядами. Его творчество слишком сильно́, чтобы способным быть преданным забвению. Ещё придут годы для настоящего знакомства с его наследием».
Не будет лишним отметить, что Лев, не отдав себя всецело в своём творчестве сюрреализму, но тяготея к некоторым началам такого видения мира, был «на ты» с Рене Магритом, с которым выставлялся ещё в 1920-х, и поддерживал отношения в дальнейшем.

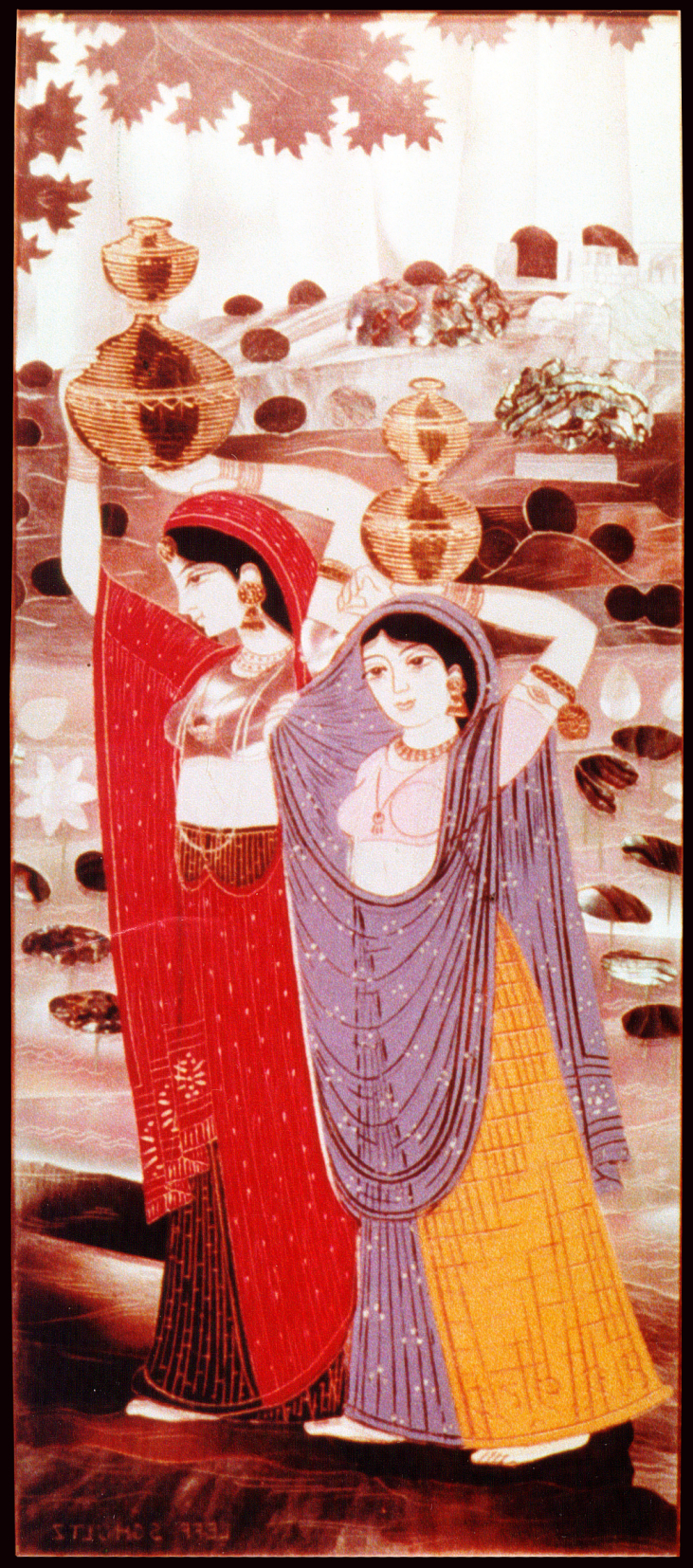
Лев Шульц. «Жаркий полдень». Инкрустация. 1958

Несколько слов о Робере Врина (Robert Vrinat), авторе предисловия к упомянутой монографии о Льве Шульце. Философ, искусствовед, известный художественный критик, он был активным участником журнала L'Âge nouveau («Новый Возраст»), основанного поэтом, теоретиком нового искусства Марчелло—Фабри. Перу Р. Врина принадлежит множество статей и монографии о художниках самых разных направлений и стилей, причём эти исследования отличает сложный анализ и доброжелательная, но и беспристрастная система оценок; он автор статей о детском искусстве и о психологии творчества. Во Франции учреждена международная премия Робера Врина.
Завершают рассказ об этом увлечённом человеке строки из заметки Валлобра — псевдоним Габриэля Хосе—Мария Грандри (Vallobra, Gabriel Jose—Marie Grandry ), поэта, художника своеобразного мировоззрения, потомка Поля Алексиса, друга юности Ф. Г. Лорки. Валобра издавал в Бельгии газету «Аполло», в которой также периодически публиковал заметки о творчестве Льва Шульца. Любопытно видеть в одном из номеров «Аполло» начала 1960-х статью о Льве Шульце, соседствующую с информацией об одном из первых на континенте концертов «The Beatles»…
«Немалый скептицизм, присущий этому французскому художнику русского происхождения, случалось, в виде горькой иронии изливался в узком кругу…
…Домино фантастического искусства Лев Шульц был весьма галантен по природе, в его жизни высокая элегантность всегда сочеталась с приятной простотой; друзья видели, что, ободряя их, сам он при этом остаётся лишённым всякого тщеславия.
Когда речь шла об определении или аргументации его творчества, от него напрасно ждали, что он захочет что-то подчеркнуть, выделить, он избегал слов.
Напротив, с радостью, присущей истинной дружбе, он готов был разделить веселье, любил пошутить, откупоривая бутылку, нейтрализовать несколькими остротами заумь современных теорий искусства.
…
Лев Шульц был предтечей, как в области искусства, так и в науке. Научные заметки, которые он оставил, позволяют предположить, что он смог бы реализоваться и в этой сфере…
будущее приводило его в полный восторг…».

## Выставки

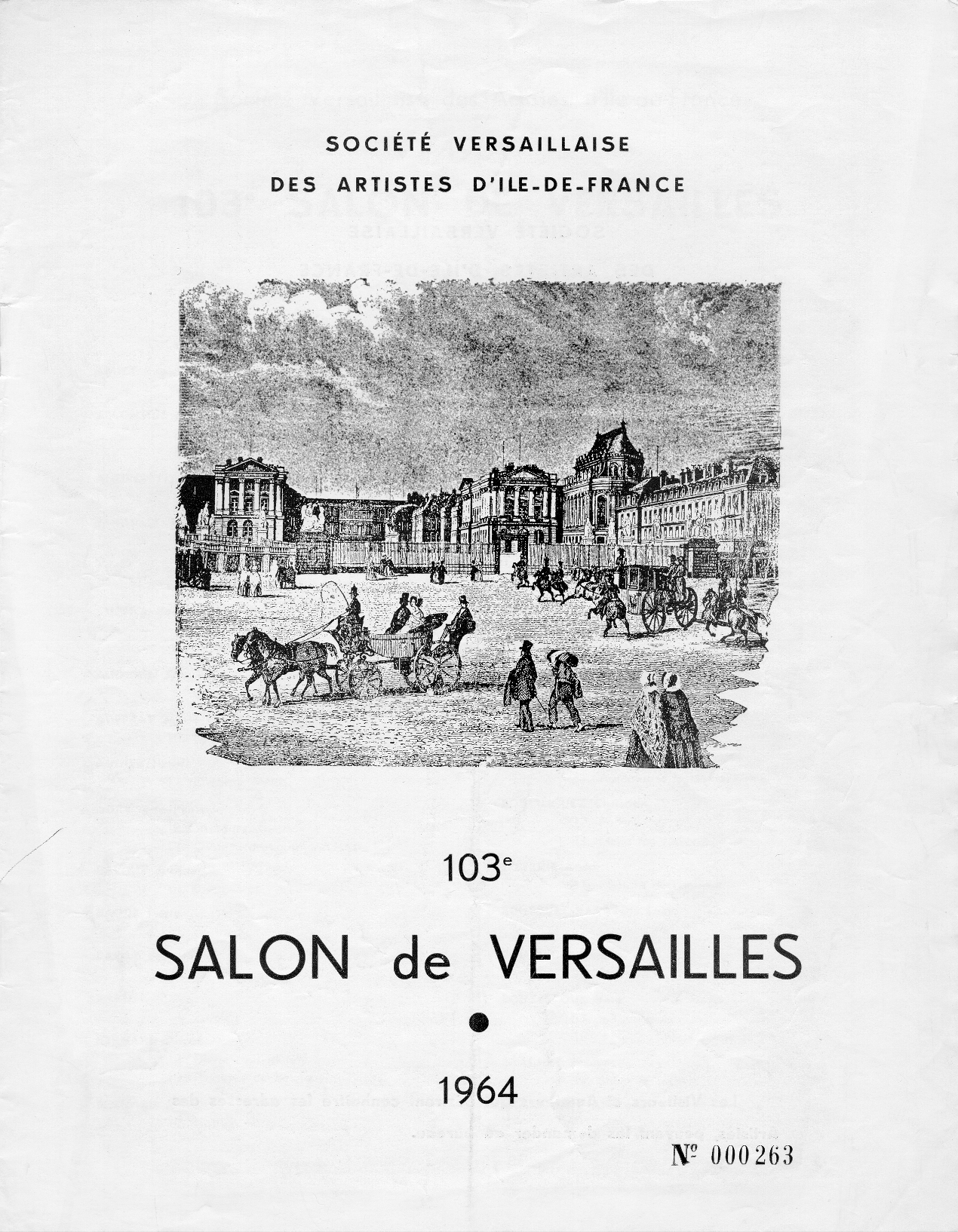
Каталог 103-го Версальского салона. 1964

Работы Льва Александровича Шульца за 50 лет экспонировались много десятков раз, он охотно принимал участие во многих выставках рисунка, живописи, с определённого времени он выставлял в основном свои инкрустации, а в последнее десятилетие вновь — рисунки углём, пастели, живопись. Приводимый список включает данные об экспозициях только последних пять лет его творческой жизни и посмертные выставки, на которых были представлены его произведения и — персональные.
- 1964—103-й Версальский салон. 1964. Общество версальских художников д’Иль—де—Франс. Каталог (103-e Salon de Versalles. 1964. Société Versailllaise des artistes d’Ile—de—France. Catalogue).
- 1968 — 79-я выставка Общества независимых художников (ежегодная). Гран Палас на Елисейских полях — с 22 марта по 15 апреля 1968. Каталог (Catalogue de la 79-e exposition /annuelle/ Société des Atistes Indépendants. Grand Palais des Champs-Élysées — du 22 mars au 15 avril 1968)
- 1968 — 11—й Салон французской живописи и скульптуры. Виши. Организатор Академия Верне — с 3 по 25 августа 1968 (XI Salon de Peinture et Sculpture Françaises. Ville de Vichy — du 3 au 25 Août 1968. Organise par l’Academie du Vernet).
- 1969 — 12-й Салон французской живописи и скульптуры. Виши. Организатор Академия Верне — с 26 июля по 18 августа 1969 (XII Salon de Peinture et Sculpture Françaises. Ville de Vichy — du 26 Juillet au 18 Août 1969. Organise par l’Academie du Vernet).
- 1970 — 15—й Салон Монруж современного искусства, макетов декораций и театральных костюмов. 14—31 мая 1970. Зал торжеств. Административный центр (15—e salon de Montrouge. Art contemporain et maquettes de décors et costumes de théátre. 14/31 mai 1970. Salle des Fêtes. Centre Administratif).
- 1973 — Лев Шульц. Ретроспектва. Живопись, рисунок и инкрустации. С 27 октября до 18 ноября 1973. Галерея Шантепьер. Обонн. Швейцария (Leff Schultz. Rétrospective. Peintures, dessins et incrustations. Du 27 octobre au 18 novembre 1973. Galerie Chantepierre. Aubonne. Suisse).
- 1980 — Русские художники в Вилландри. Шато де Вилландри. Ассоциация русских художников и скульпторов Франции. 17 авторов (Les peintres Russes a Villandry. Chàteau de Villandry. l’Association des Peintres et Sculpteurs Russes de France).
- 1980 — Три четверти века русских художников Парижа. Ассоциация русских художников и скульпторов Франции. С 16 февраля до 18 марта 1980. Галерея Шантепьер. Обонн. Швейцария (Trois quarts de siècle de peinture Russe à Paris. l’Association des Peintres et Sculpteurs Russes de France. Du 16 février au 30 mars 1980. Galerie Chantepierre. Aubonne. Suisse).
- 1982 — Русские художники Парижа — вчера и сегодня — Памяти Ларионова и Гончаровой. С 21 ноября до 20 декабря 1982. Галерея Шантепьер. Обонн. Швейцария (Peintres Russes de Paris hier et aujourd’hui avec un hommage à Larionov et Gontcharova. Du 21 décembre au 31 janvier 1982. Galerie Chantepierre. Aubonne. Suisse)
- 1985 — Лев Шульц. Выставка с 13 марта по 14 апреля 1985. Ивердон—ле—Бэн. Швейцария (Leff Schultz de l’Ecole de Psris. Galerie Bleue. Yverdon—les—Bains. Suisse).
- Русские художники и скульпторы в Париже. Очевидцы эпохи. Мэрия 9-го округа Парижа. 7—27 мая 1993 (Peintres et Sculpteurs Russes à Paris. Présence d’un siècle. Marie du IX—e arrondisement Paris. 7 au 27 mai 1993).